# Barra (heràldica)
La barra, en heràldica, és una peça honorable que travessa el camper de l'escut de dalt a baix diagonalment, des del cantó superior sinistre (és a dir, dret per al qui el mira) fins al cantó inferior destre (és a dir, esquerre), i delimitada per dues línies paral·leles.
Quan és única, té una amplària d'un terç de l'escut, amplària que va disminuint segons el nombre de barres (la quantitat de barres cal definir-la en el blasonament). Quan són la meitat d'amples que la barra ordinària, o bé quan en són cinc o més, s'anomenen llistes. La barra aprimada al màxim s'anomena barreta (si, a més a més, és abscissa i reduïda a la cinquena part de la seva longitud, s'anomena travessa en barra) i es poden agrupar de dos en dos (geminat) o de tres en tres (trina).
Cal no confondre-la amb el pal, peça heràldica vertical com les quatre que apareixen a l'escut de Catalunya, conegut popularment, de forma errònia, com les Quatre Barres.

Escut del Líban: de gules, una barra d'argent carregada d'un cedre de sinople
Escut de sable amb dues barres d'argent
Escut amb tres llistes de gules ressaltant sobre el tot
Escut amb una barreta de gules ressaltant sobre el tot

## Origen i significació
Segons la tradició, aquesta peça heràldica representa la bandolera o banda de cuir que es portava entorn del cos des de l'espatlla esquerra fins al costat dret, on s'ajuntaven els dos caps, i on habitualment s'aguantava l'escut i, també, les armes de foc.
És una peça honorable bastant rara, considerada de «segon ordre» per alguns autors. El seu ús més freqüent és com a brisura, ressaltant sobre el tot (és a dir, «barrant» la resta de càrregues del camper), i acostuma a ser un senyal de bastardia.

## «En barra»
Diem que estan en barra les càrregues allargades posades en el sentit diagonal de la barra, o unes al costat de les altres en el sentit de la barra. Aplicat a la partició de l'escut, s'anomena tercejat en barra el dividit en tres parts mitjançant línies rectes diagonals que van en el sentit de la barra.

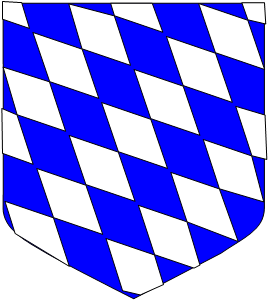
Escut de Baviera, fusat en barra d'argent i atzur
Escut de la Vajol, amb una mitra posada en barra
Escut amb tres bitlletes posades en barra
Escut tercejat en barra de sable, argent i atzur

## Barrat

Escut barrat d'atzur i or

Quan el camper de l'escut és cobert d'una repetició de barres, alternativament, de metall i de color, en nombre parell, parlem d'un escut barrat. Si les barres passen de vuit, llavors en diem llistat. Les càrregues, per la seva banda, també poden ser barrades i llistades.

## Contrabarra
Una contrabarra és una barra dividida diagonalment en banda en dues meitats, una de metall i una de color. També tenim, en el cas de les barres reduïdes d'amplària, les contrallistes i les contrabarretes. Un escut amb el camper cobert de contrabarres o contrallistes s'anomena contrabarrat (o contrallistat).

## Peces compostes

Escut d'atzur amb un cap barra d'or

La barra, sencera o reduïda a la meitat superior o inferior (semibarra), es pot unir amb altres peces senceres o mitges per formar una multitud de peces compostes: barra faixa, barra peu, barra semipal, semibarra pal, semibarra faixa, cap barra, etc.

## Modificacions de la barra
(una tria)
- abaixada: quan no ocupa la part central sinó que està col·locada més avall de l'escut;
- abscissa: quan no toca les dues vores, inferior i superior, de l'escut;
- alçada: quan no ocupa la part central sinó que està col·locada més amunt de l'escut;
- bastillada: quan té la vora inferior formada per merlets;
- bretessada: quan té els perfils formats per merlets simètrics;
- corbada: quan té els perfils corbats cap amunt o cap avall;
- cotissada: quan està acostada de dues cotisses;
- dentada: quan té els perfils formats per dents d'angles aguts; si té dents petites i nombroses se'n diu dentelada;
- desplaçada: quan té una meitat desplaçada cap amunt o cap avall i només es manté en contacte amb la part sense desplaçar mitjançant un punt d'unió;
- engrelada: quan té els perfils formats per petits semicercles units amb les puntes cap enfora;
- entada: quan té els perfils torçats en forma de clavilles, de manera que les clavilles d'un perfil corresponen als espais buits de l'altre;
- esbrancada: quan té els perfils amb aparença de tronc, amb una mena de merlets oblics situats a banda i banda;
- fusada: quan està formada per fusos (mobles romboïdals);
- mancada: quan no arriba a dalt de tot (mancada al cap) o a baix de tot (mancada a la punta);
- merletada: quan té la vora superior formada per merlets;
- ondada: quan té els perfils torçats en forma d'ondes;
- patent: quan s'exampla per totes dues extremitats;
- retreta: quan, sortint del cap, no arriba més enllà del punt d'honor (retreta al cap) o, sortint de la punta, no arriba més enllà del llombígol (retreta a la punta);
- viperada: quan té els perfils formats per dents d'angles quadrats.

Barra abaixada ondada
Barra abscissa
Barra bastillada
Barra corbada avall
Barra engrelada
Barra entada
Barra merletada
Barra ondada